# Верхня Нью-Йоркська затока

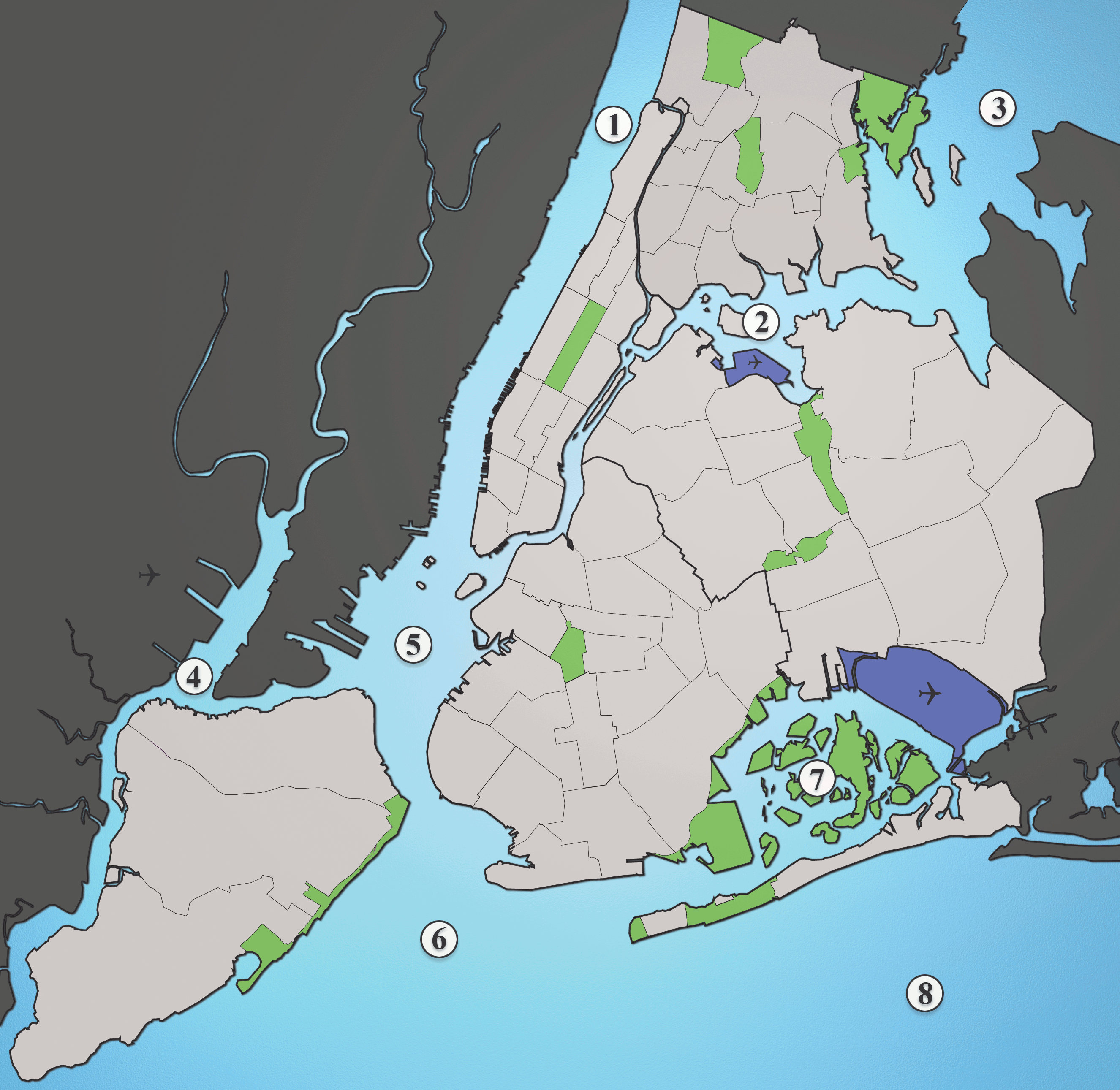
Дельта річки Гудзон. Верхня Нью-Йоркська затока позначена цифрою 5.

Верхня Нью-Йоркська затока (англ. Upper New York Bay) — затока на заході Атлантичного океану, в дельті річки Гудзон. Затоку оточують острови Мангеттен, Лонґ-Айленд, Стейтен-Айленд, а також частина материка (штат Нью-Джерсі, США).
Є центром портового округу порт Нью-Йорка та Нью-Джерсі, затоку часто називають Нью-Йоркською гаванню. Обмежений районами Нью-Йорку: Мангеттеном, Брукліном та Стейтен-Айлендом та округом Гудзон, штат Нью-Джерсі, муніципалітетами Джерсі-Сіті та Байонн.

## Огляд
Затока живиться водами річки Гудзон, а також каналом Гованус, сполучена із Нижньою Нью-Йоркською затокою протокою Зе-Нарровс, із затокою Ньюарк — протокою Кілл-Ван-Калл та з Лонг-Айленд — протокою Іст-Рівер, яка, незважаючи на назву, насправді є припливною протокою. 
Через сильну припливну течію протока Зе-Нарровс забезпечує високий рівень водообміну з Атлантикою, але вона також є природним захистом затоки. Припливна течія щороку транспортує близько 100 000 тонн суспендованої речовини з Верхньої Нью-Йоркської затоки до затоки Ньюарк, де вони осідають. Річки Пассаїк та Гакенсак впадають до затоки Ньюарк і, нарешті, стікають через Кілл-Ван-Калл до Верхньої Нью-Йоркської затоки.
Найбільші острови затоки: Говернорс, Елліс, Свободи (на острові Свободи розташована статуя Свободи).
Починаючи з 1950-х років, контейнерні судна в основному прямують до морського терміналу Порт-Ньюарк-Елізабет. Як наслідок, прибережні галузі Верхньої Нью-Йоркської затоки зазнали занепаду. Парк Ліберті відкрито в 1976 р. В останні роки він став популярним місцем відпочинку серед вітрильного спорту та каякінгу.

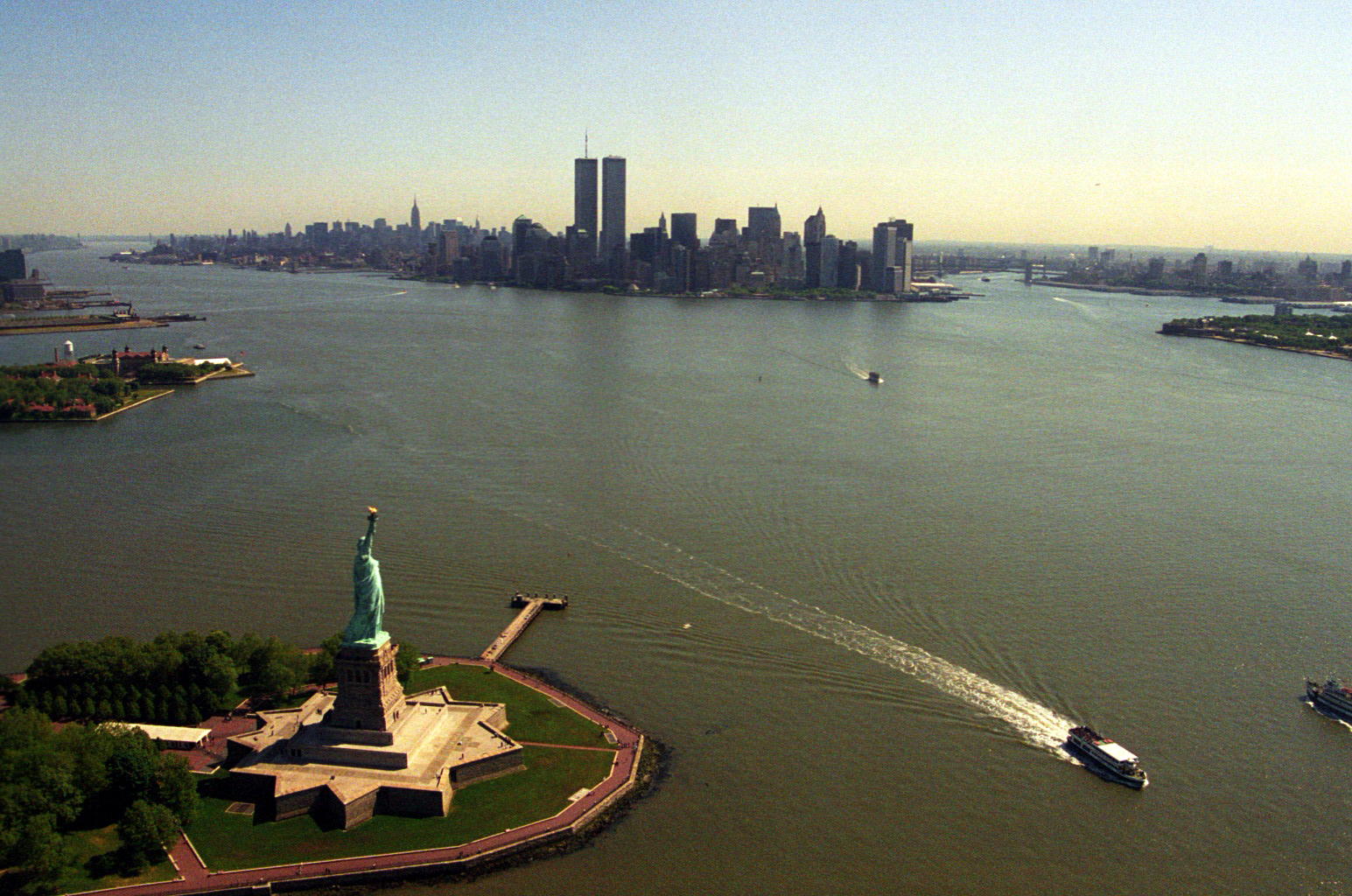
Верхня Нью-Йоркська затока